# Pétition des travailleurs de Saint-Pétersbourg du 9 janvier 1905

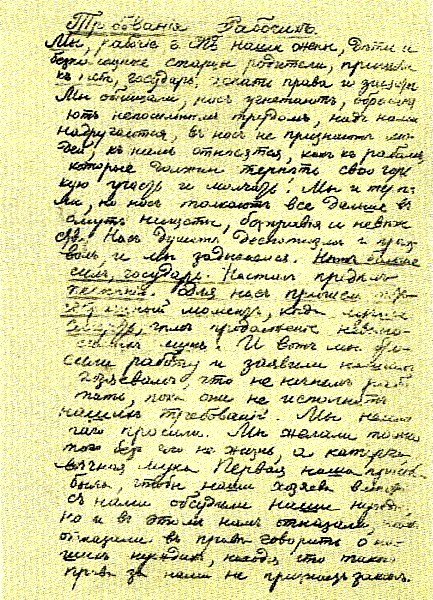
Pétition des travailleurs de Saint-Pétersbourg du 9 janvier 1905

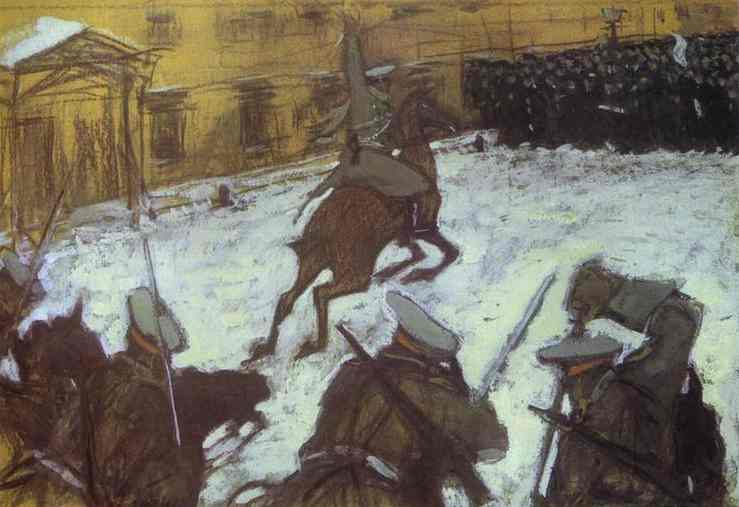
Soldats, héros, où est passée votre gloire ? Valentin Serov 1905

La pétition des travailleurs et des habitants de Saint-Pétersbourg du 9 janvier 1905 est un document historique , une pétition ou supplique ,, avec laquelle les travailleurs de Saint-Pétersbourg, sous la conduite du prêtre Gueorgui Gapone, se sont rendus chez Nicolas II, le Dimanche rouge, le 9 janvier 1905 (22 janvier dans le calendrier grégorien). La pétition a été établie entre le 5 et le 8 janvier 1905 par Gueorgui Gapone et un groupe de travailleurs, dirigeants du Collectif des travailleurs russes de Saint-Pétersbourg (désigné ci-après sous le terme Collectif) avec la participation de représentants de l'intelligentsia démocratique.
Cette pétition contenait un certain nombre d'exigences, dont certaines d'ordre politique, d'autres d'ordre économique. La principale des exigences était la suppression de la bureaucratie et la convocation de représentants du peuple sous forme d'assemblée constituante sur base d'un vote universel, direct, secret et égalitaire.
Les autres exigences de la pétition se répartissaient en trois sortes de mesures : les «mesures contre l'ignorance et le manque de droits du peuple russe», les «mesures contre la pauvreté du peuple» et les «mesures contre l'oppression du capital sur le travail». Le nombre d'exigences s'élevait à dix-sept. Les revendications politiques de la pétition qui proposaient une limitation des pouvoirs de l'autocratie, ont été considérées par le gouvernement comme «audacieuses» ce qui a été la cause de manifestations des travailleurs .
La répression est sanglante contre les travailleurs venus porter la pétition, parfois en famille et de manière pacifique. Sur la place du palais d'Hiver, l'armée impériale tire sur la foule. Certains considèrent que cet événement dramatique marque le début de la  révolution russe de 1905, pour d'autres, comme Richard Pipes, il s'inscrit dans un mouvement de contestation de la société qui a commencé avec la campagne des banquets de l'Union des Zemstvos en 1904, voire en février 1899 avec la grève des universités.

## Idée de la pétition

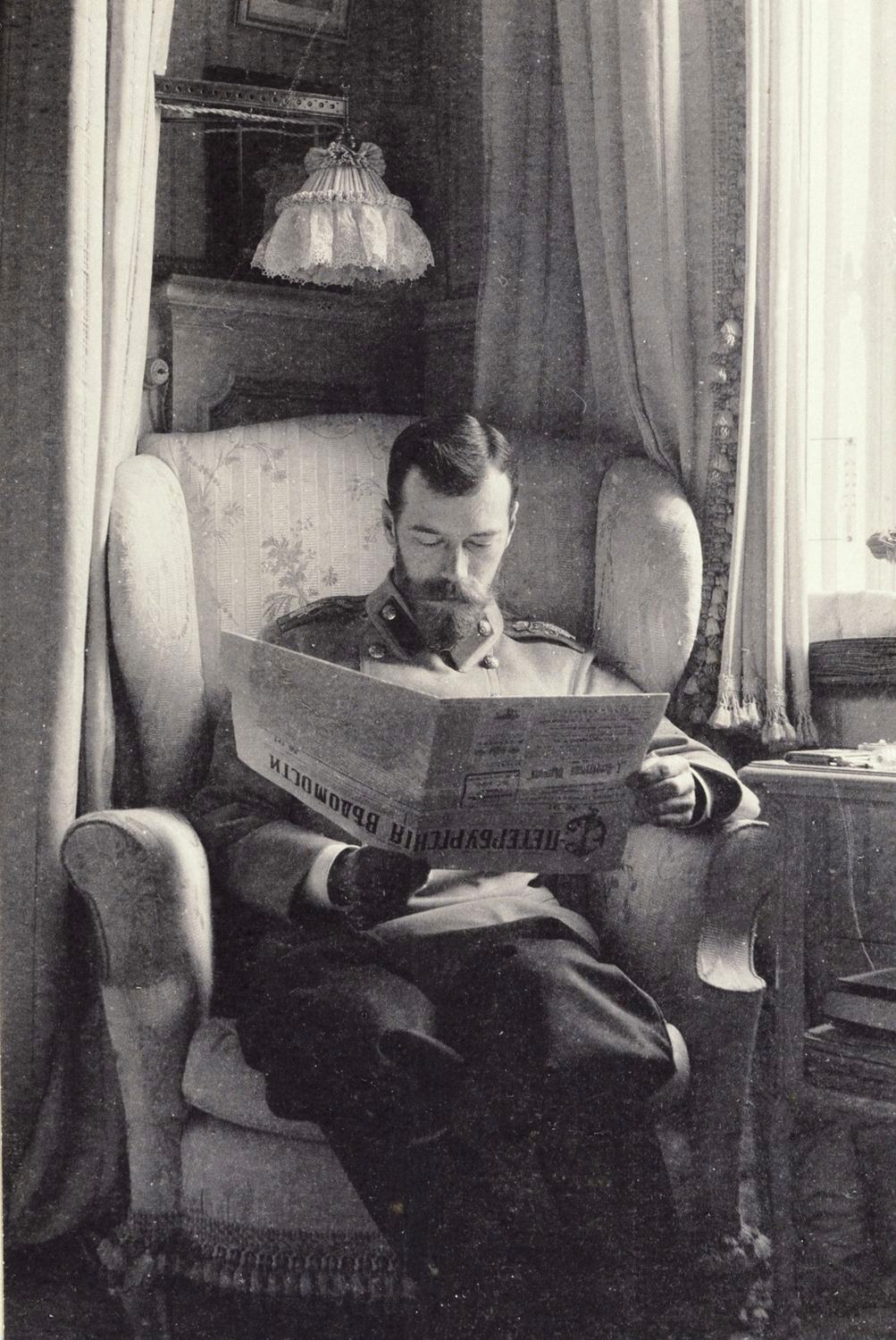
Nicolas II lisant les nouvelles de Saint-Pétersbourg

La pratique consistant à adresser des pétitions aux autorités remonte à la plus haute antiquité. Au Moyen Âge ces demandes étaient souvent appelées par le mot latin petitia qui est passé dans la langue russe et dans d'autres. Dans la Rus' ces pétitions étaient traditionnellement appelées tchélobitnaïa (provenant de l'expression frapper le front (tchelo bit) sous-entendu sur la terre pour saluer le dirigeant à qui on remet la pétition). Aux XVIe siècle et XVIIe siècle, cette pratique des pétitions s'est généralisée. Pour régler leur prise en considération dans le tsarat de Russie une ordonnance des tchélobitnaïa est édictée. Selon l'historien N. Pavlov-Silvanski, la pétition du 9 janvier 1905 avait pour modèle des pétitions du XVIIe siècle.
L'idée de s'adresser au tsar avec une pétition sur les besoins éprouvés par la population appartient à un prêtre du nom de Gueorgui Gapone. Diplômé de l'académie de théologie de Saint-Pétersbourg, Gueorgui Gapone, dirige depuis 1903 l'un des plus grands syndicats professionnels légaux, le Collectif des travailleurs russes de Saint-Pétersbourg. Créé sous le haut patronage de l'administration de la ville de Saint-Pétersbourg et du département de la police, le Collectif avait pour but d'unir les travailleurs pour qu'ils s'instruisent et se soutiennent mutuellement, ce qui devait affaiblir l'influence qu'avait sur eux la propagande révolutionnaire. Mais, privé du contrôle des autorités, ce collectif s'est rapidement écarté des objectifs fixés. Aux réunions, les travailleurs ont rapidement commencé à discuter ouvertement non seulement des moyens d'améliorer leur niveau de vie, mais aussi des moyens de lutter pour la défense de leurs droits. Parmi ces moyens il y avait les arrêts de travail, les grèves et des méthodes encore plus radicales .

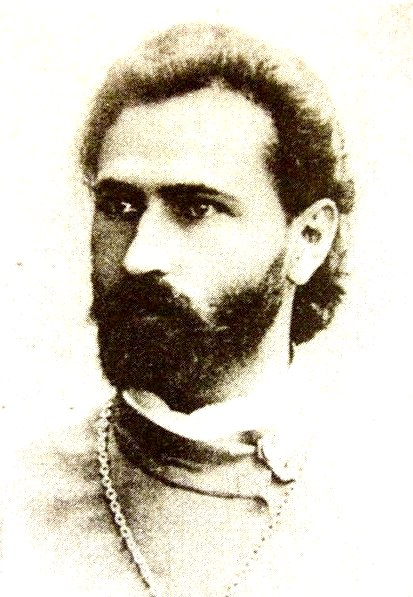
Gueorgui Gapone

C'est Gueorgui Gapone qui est venu pour la première fois avec cette idée d'adresser une pétition à l'empereur au début de l'année 1904. Dans ses mémoires, il rappelle que c'est par des discussions avec E. Narychkina, dame d'honneur à la cour de Russie qu'il était arrivé à cette idée. Selon cette dame d'honneur, Nicolas II était un homme bon et honnête, mais sans fermeté de caractère. Gapone s'est créé une image idéale d'un empereur, qui n'avait pas eu la chance de se montrer tel qu'il était, mais dont on ne pouvait attendre que le salut pour la Russie. «Je pensais, écrit Gapone, que lorsque le moment viendrait, il se montrerait sous son vrai jour, écouterait son peuple et le rendrait heureux». Selon le témoignage du menchévik A. Soukhova, dès mars 1904, Gapone développe volontiers son idée de rencontre avec les travailleurs. «Les fonctionnaires se mêlent des affaires du peuple, disait-il, mais le peuple se mettra d'accord avec l'empereur. Mais il faut absolument éviter la force et passer par une requête à l'ancienne». À peu près à la même époque, l'idée surgit de s'adresser à l'empereur collectivement, tous ensemble. «Il faut demander tous ensemble, dit-il lors d'une réunion de travailleurs. Nous irons pacifiquement et il nous entendra ».

## LeProgramme des cinqdu mois de mars 1904
La première ébauche de la pétition est établie par Gapone en mars 1904 et dans la littérature elle reçut le nom de Programme des cinq, ,. Dès la fin de l'année 1903, Gapone noue des liens avec un groupe influent de travailleurs de l'Île Vassilievski, connu sous le nom de Groupes de Carélie. Beaucoup d'entre eux sont passés par les cercles de la social-démocratie, mais développent une tactique différente de celle de Parti ouvrier social-démocrate de Russie. Cherchant à attirer les travailleurs pour qu'ils soient actifs dans son  Collectif, Gapone les convainc que l'objectif du Collectif est la véritable lutte des travailleurs pour leurs propres droits. Cependant les travailleurs sont très embarrassés par les liens de Gapone avec le département de la police, et pendant longtemps ils ne peuvent surmonter leur méfiance à l'égard de ce prêtre énigmatique. Afin de découvrir le vrai visage de Gapone en matière politique, les travailleurs lui proposent d'exprimer clairement sont point de vue. « Qu'y a-t-il camarades, vous ne collaborez pas ?» leur demande souvent Gapone, et les travailleurs lui répondent : «Gueorgi Apollonovitch, dites nous qui êtes-vous, peut-être serons nous votre ami, mais jusqu'à présent nous ne savons rien de vous» ,.
En mars 1904, Gapone réunit quatre ouvriers dans son appartement et leur demande de ne rien dire des sujets de discussion qui consiste à leur présenter son programme. À cette réunion, ont pris part Alexeï Kareline, Dmitri Kouzin, Ivan Vassiliev, NikolaÏ Varnachiov. D'après le récit de I. Pavlov, Alexeï Karelin demande à nouveau à Gapone de dévoiler ses cartes. « Enfin, dis nous Gueorgi, qui tu es et que veux-tu?» — « Qui je suis et qu'est ce que je veux, répond Gapone, — je vous l'ai déjà dit, et où je vous conduit… voici, regardez», et Gapone jette sur la table un papier écrit à l'encre rouge sur lequel étaient écrits la liste des revendications des travailleurs . C'était un projet de la pétition de 1905, que plus tard on a considéré comme un programme de gouvernement du cercle du Collectif. Le projet comprenait trois sortes d'exigences: I. Mesures contre l'ignorance et l'absence de droit du peuple; II. Mesures contre la pauvreté du peuple et III. Mesures contre l'oppression du capital sur le travail, qui sont entrées entièrement dans la première édition de la pétition de Gapone.
Après avoir pris connaissance du texte du programme, les travailleurs sont arrivés à la conclusion qu'il était acceptable pour eux. «Nous étions alors émerveillés, se souvient Karelin. Dans le fond, je suis toujours bolchevik, je n'ai pas rompu avec le parti, je l'ai aidé, j'ai compris; Kouzin était un menchevik. Varnachiov et Vassiliev, bien qu'ils fussent hors parti, étaient des gens honnêtes, loyaux, bons et compréhensifs. Et nous avons compris alors que ce que Gapone avait écrit était plus large que les simples principes des sociaux-démocrates. Nous avons également compris que Gapone était un honnête homme et nous l'avons cru». N. Varnachiov ajoute dans ses mémoires, que «Pour aucun membre du groupe ce programme ne représentait une surprise car pour eux il fallait que ce soit celui préparé par Gapone». À la question des ouvriers de savoir comment il allait faire connaître son programme, Gapone répond qu'il ne le rendra pas public, mais qu'il propose au début d'étendre les activités de son Collectif, pour y inclure le plus de gens possible . Comptant dans ses rangs des milliers et des dizaines de milliers de gens, l'Assemblée deviendra une force telle, que les capitalistes et les gouvernementaux seront obligés de tenir compte d'elle. Quand une grève économique découle d'un mécontentement général, il est possible d'adresser au gouvernement des demandes politiques. Les travailleurs marquèrent leur accord sur ce projet .
Après ces moments de tension, Gapone a réussi à surmonter la méfiance des travailleurs radicaux et ils acceptent de l'aider. Entrant dans les rangs du Collectif, Karelin et ses amis lancent une campagne d'adhésion au Collectif et le nombre de participants commence à augmenter. En même temps les Karelistes continuent de suivre Gapone et voient qu'il continue à suivre le programme fixé, et, à chaque occasion, lui rappellent ses obligations.

## Campagne de pétition du zemstvo

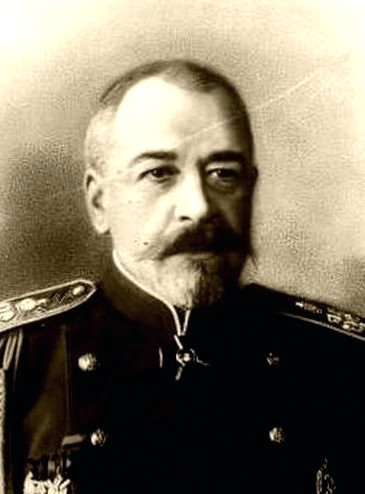
Ministre de l'intérieur Piotr Sviatopolk-Mirski

À l'automne 1904, avec la nomination du ministre de l'intérieur Piotr Sviatopolk-Mirski, un réveil politique débute dans le pays qui est appelé  printemps de Sviatopolk-Mirski. Au cours de cette période l'action des forces libérales, consiste à exiger des restrictions à l'autocratie et l'introduction d'une constitution. À la tête de l'opposition libérale est créée, en 1903, l' Union pour la libération, réunissant un vaste cercle d'intellectuels et de propriétaires terriens. À l'initiative de l' Union pour la libération, en novembre 1904, une vaste campagne de pétitions du zemstvo est lancée dans le pays. Le zemstvo et d'autres institutions publiques s'adressent aux plus hautes autorités avec des pétitions ou des résolutions, dans lesquelles elles demandent l'introduction dans le pays de la liberté politique et d'un parlement. Un exemple de telle résolution est celle du Congrès de zemstvo de 1904, qui s'est tenu à Saint-Pétersbourg les 6 et 9 novembre 1904. Du fait de l'affaiblissement de la censure autorisée par le gouvernement, les textes des pétitions du zemstvo arrivent dans la presse et font l'objet d'un débat général. Le soulèvement politique général  commence à affecter l'humeur des travailleurs.
« Dans nos cercles, on écoutait tout le monde et tout ce qui s'était passé nous a beaucoup inquiété, se souvient un des travailleurs. Un courant d'air frais nous a tourné dans la  tête et une réunion a commencé à succéder à l'autre». Dans l'entourage de G. Gapone on commence à parler  de la nécessité pour les travailleurs de rejoindre la voix commune de toute la Russie.
Le même mois, les dirigeants de l' Union pour la libération de Saint-Pétersbourg établissent un contact avec la direction de l' Assemblée des travailleurs des usines de Russie. Au début novembre 1904, un groupe de représentants de l' Union pour la libération rencontre Gueorgui Gapone et le cercle dirigeant du Collectif. Participent à la réunion Iekaterina Kouskova, Sergei Prokopovich (en), Vassili Bogoutcharski-Iakovlev (ru) et deux autres personnes . Ils proposent à Gapone et à ses travailleurs  de se joindre à la campagne générale et de faire appel aux autorités par le biais d'une pétition  analogue à celle des représentants du zemstvo. Galone s'empare de l'idée avec enthousiasme et promet d'utiliser toute son influence quand les travailleurs se réuniront. En même temps Gapone et ses compagnons insistent pour présenter leur propre pétition des travailleurs. Les travailleurs souhaitaient présenter  leur propre pétition en partant des prétentions de base, se rappelle un participant à la réunion du nom d' Alexeï Karelin (ru),. Au cours de la réunion, les libérateurs, examinent les statuts du Collectif de Gapone et attirent l'attention sur le caractère douteux de certains paragraphes. Gapone répond  «que les statuts ne sont qu'une couverture, que le programme actuel du Collectif est autre, et il demande qu'on lui apporte la résolution retravaillée du problème politique tel qu'il l'a élaborée». C'était le Programme des cinq du mois de mars 1904. Il est déjà clair à ce moment, se souvient un des participants, «que ces résolutions coïncident avec la résolution de l'intelligentsia ». Après avoir pris connaissance de programme de Gapone, les libérateurs soulignent l'importance d'une telle pétition. «Eh bien, c'est une bonne chose, cela fera beaucoup de bruit, ce sera une grande avancée, — dit Prokopovitch, — mais seulement  vous serez arrêtés». — «Eh bien, c'est très bien!» — répondent les travailleurs .
Le 28 novembre 1904, se tient une réunion des chefs de départements du Collectif  de Gapone au cours de laquelle ce dernier
avance l'idée de se présenter avec une pétition des travailleurs. Les participants devront reprendre le Programme des cinq en tant que pétition ou résolution affirmant publiquement les exigences des travailleurs. Il est proposé aux participants à la réunion de bien peser le sérieux de la démarche et d'en assumer la responsabilité. Dans l'hypothèse ou un participant ne veut pas suivre cette démarche, qu'il retourne tranquillement chez lui en donnant sa parole d'honneur de se taire sur ce qu'il a entendu. En conclusion de cette réunion, il est décidé qu'une pétition des travailleurs  sera lancée, dont la question de forme et le contenu est laissé à la discrétion de Gapone. Le président de la réunion, N. Varnachiov, dans ses mémoires, appelle cette réunion  «le complot de la prise de parole». Après cette réunion, les dirigeants du Collectif ont poussé les masses populaires à exprimer leurs revendications politiques par des mouvements sociaux. «Nous avons introduit l'idée de présenter à chaque réunion une pétition, dans chaque division », se souvient A. Karelin. Lors des réunions de travailleurs, les pétitions de zemtsvo qui étaient éditées par les journaux  ont commencé à être lues, et les dirigeants du Collectif ont donné les interprétations  nécessaires pour les relier aux revendications politiques associées  aux exigences économiques des travailleurs .

## Lutte pour la pétition

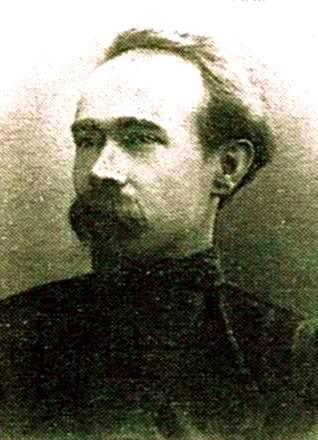
Le travailleur Alexeï Karelin

En décembre 1904, au sein de  la direction du Collectif apparaît  une divergence d'avis sur la question du dépôt d'une pétition. Une partie de la direction, ayant à sa tête Gueorgui Gapone, constatant l'échec possible de la campagne de la pétition des zemstvo, commence à penser à reporter le dépôt de la pétition à plus tard. En accord avec Gapone, on retrouve Dmitri Kouzin et Nicolaï Varnachiov . Gapone  est convaincu que le dépôt de la pétition, s'il n'est pas soutenu par le soulèvement des masses, ne mènera qu'à la fermeture du Collectif et à l'arrestation de ses dirigeants . Lors des discussions avec les travailleurs, il prétend que la pétition est une «affaire qui est morte, condamnée à la mort en tout cas» , quant à ceux qui veulent déposer celle-ci il les appelle de politiciens trop pressés. Gapone propose comme alternative un élargissement de l'activité du Collectif, en étendant son influence  à d'autres villes d'abord, et de lancer les revendications seulement après. Au début il prévoyait de faire coïncider le dépôt de la pétition avec la chute de Port-Arthur auquel on s'attendait en début janvier 1905 , mais finalement il choisit de reporter la date à celle du jour anniversaire de l'Abolition du servage de 1861  sous Alexandre II le 19 février 1905 (4 mars dans le calendrier grégorien).
Contrairement à Gapone, une autre partie de la direction du Collectif, avec à sa tête Alekceï Karelin et Ivan Vassiliev, insistait pour qu'une déclaration soit émise rapidement en même temps que la pétition  . Se rallient à eux, des membres opposés à Gapone à l'intérieur du mouvement du Collectif, à la tête de laquelle on trouve Karelin et son groupe ainsi que des ouvriers ayant en tête des idées plus radicales. Ils estiment que le moment est propice au dépôt de la pétition et que les travailleurs doivent y collaborer avec les représentants des autres classes sociales . Ce groupe de travailleurs est activement soutenu par des intellectuels de l' Union de la libération. L'un des propagandistes de l'idée de la pétition est un clerc d'avocat, du nom de  I. Finkel, qui donne des conférences sur la question ouvrière à l' Assemblée . Il devient sans-parti mais en lien avec les mencheviks de Saint-Pétersbourg et la gauche de l'Union de la libération. Dans ses conférences il déclare aux travailleurs: « les zemtsy, des juristes, et autres personnalités publiques compilent et déposent des pétitions exposant leurs exigences, mais les ouvriers restent sans réaction face à cela . Si les ouvriers ne font pas de même, une fois que ceux qui déposent des pétitions  obtiendront quelque chose de ces revendications, ils ne se souviendront plus des ouvriers, et ces derniers resteront sur le carreau, hors des problèmes à résoudre».
Préoccupé par l'influence croissante de I. Finkel, Gapone exige que ce dernier ainsi que d'autres intellectuels ne participent plus aux réunions du groupe des dirigeants du Collectif, et, lors des débats avec les travailleurs, Gapone commence à les monter contre les intellectuels. «Les intellectuels crient seulement pour arriver à prendre le pouvoir, plus tard ils s'assiéront sur notre cou, sur les moujiks- disait Gapone - Cela sera encore pire que l'autocratie»(ru) N Petrov (Петров Т П ), « Notes sur Gapone », 1, Saint-Pétersbourg,‎ 1907, p. 35-51. En réponse à cela, les partisans de la pétition décident d'agir à leur manière. Selon les mémoires d' I. Pavlov, l'opposition conspire dans le but de faire tomber Gapone de son piédestal de leader des travailleurs. Il est décidé que si Gapone refuse de présenter la pétition, l'opposition ira la présenter sans lui. Le conflit à la direction  du Collectif prend de l'ampleur, mais est arrêté quand survient la grève de Poutilov.

## Exigences économiques des travailleurs

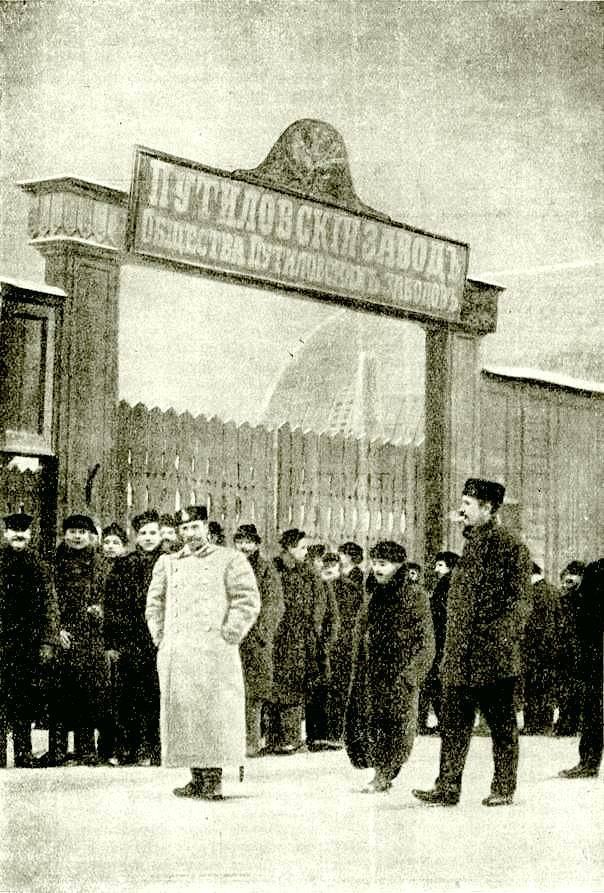
Ouvriers en grève à la porte de l'usine Kirov (appelée aussi usine Poutilov, du nom du propriétaire en 1900)

En décembre 1904, à l' usine Kirov, survient un incident lorsque quatre travailleurs sont licenciés. Au début on n'attache pas beaucoup d'importance à cette affaire, mais peu à peu se répand la rumeur selon laquelle le motif de licenciement était leur appartenance au  Collectif. Ce fait est alors perçu comme un défi lancé au Collectif  par les capitalistes propriétaires de l'usine, et lors d'une réunion d'urgence le 27 décembre 1904 à l' Île Vassilievski, la direction du Collectif décide d'exiger la réintégration des ouvriers licenciés . En cas de non satisfaction à ces exigences, la direction décide qu'une  grève sera déclenchée à l'usine Kirov, et si nécessаire, qu'elle sera étendue aux usines de Saint-Péterbourg. Lors de la réunion, la question du dépôt d'une pétition est posée, et après des débats passionnés il est décidé de ne passer à une pétition que si les exigences des travailleurs ne sont pas satisfaites. La déclaration de A. E. Karelin est décisive à ce propos, qui affirme qu' en déposant une pétition, les travailleurs se débarrasseraient  de leur réputation de syndicat aux normes purement  légales (surnommés des syndicats zoubatov). Dès ce moment, le conflit entre Gapone et l'opposition au sein du Collectif s'estompe et tous s'unissent dans la lutte contre les patrons et propriétaires d'usines. Gapone lui-même imagine que les exigences des travailleurs seront satisfaites  et que l'affaire des licenciements serait résolue avant le dépôt de la pétition.
Le 3 janvier la grève est déclenchée à l'usine Poutilovsk (Kirov), et le 5 janvier 1905, elle est étendue à d'autres entreprises de Saint-Pétersbourg. Le 7 janvier, la grève est étendue à toutes les entreprises de Saint-Pétersbourg  et devient générale. L'exigence initiale de réintégrer les travailleurs licenciés  est remplacée  par une liste de revendications économiques plus complètes adressée aux administrations des entreprises . Pour unifier les exigences d'une usine à l'autre, la direction du Collectif établit une liste standardisée des exigences économiques des travailleurs . La liste est dupliquée par le procédé de l'hectographie et munie de la signature de Gapone; elle est distribuée à tous le personnel des entreprises  de Saint-Pétersbourg . Le 4 janvier, Gapone, à la tête de la députation des travailleurs, se présente devant le directeur de l'usine Poutilov, S Smirnov, et lui présente le cahier de revendications. Dans d'autres usines, les députations de travailleurs présentent une liste analogue de leurs exigences à leur administration.
La liste standardisée des revendications économiques des travailleurs incluait les éléments sur : la journée de huit heures ; la fixation des prix des produits de commun accord avec les travailleurs et avec leur consentement ; la création d'une commission mixte avec les travailleurs pour l'examen des prétentions et des plaintes à l'égard de l'administration de leur usine ; l'augmentation des salaires des femmes et des manœuvres d' un rouble par jour ; la suppression des  heures supplémentaires ; le respect vis-à-vis des travailleurs par le personnel médical de l'infirmerie ; l'amélioration des conditions sanitaires  dans les ateliers Par la suite, toutes ces exigences ont été reproduites dans la partie introductive de la pétition du 9 janvier 1905. Elles étaient précédées par ces mots : « Nous avons demandé peu de chose, nous souhaitons seulement ce sans quoi il  n'y a plus de vie, mais un travail forcé et le mal-être perpétuel». La mauvaise volonté des propriétaires des usines à remplir ces exigences a provoqué l'appel à l'empereur et toutes les revendications politiques supplémentaires de la pétition.

## Résolutions des travailleurs quant à leurs exigences immédiates

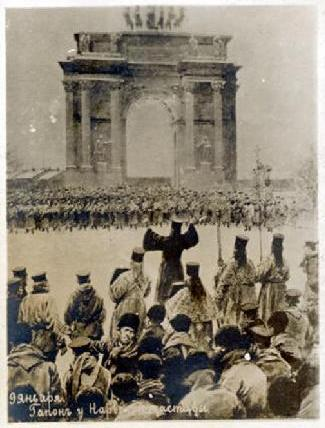
Gapone devant Les soldats à l' Arc de triomphe de Narva

Le 4 janvier, Gapone et ses compagnons de lutte comprennent, que les propriétaires d'usines ne satisferont pas les exigences économiques des ouvriers  et que la grève est perdue. Cet échec est un désastre pour le Collectif de Gapone. Il est clair que la masse ouvrière ne pardonnera pas aux meneurs ces espérances insatisfaites, que le gouvernement  dissoudra le Collectif et concentrera sa répression sur son dirigeant. Selon les mots de l'inspecteur d'usine S. Tchijova, Gapone se retrouve dans la situation d'un homme qui n'a plus nulle part où aller. Placé dans cette situation, Gapone et ses collaborateurs, décident de prendre la résolution extrême : se lancer vers la voie politique et demander directement de l'aide à l'empereur lui-même.
Le 5 janvier, s'exprimant devant un des départements du Collectif, Gapone déclare que les propriétaires d'usines avaient le dessus sur les ouvriers parce qu'ils avaient de leur côté un gouvernement de bureaucrates. Cela signifie que les ouvriers doivent s'adresser sans délai au tsar et exiger de sa part la dissolution des intermédiaires bureaucratiques entre lui et son peuple. « Si le gouvernement en place se détourne de nous à ce moment critique de notre existence, si non seulement il ne nous aide pas mais prend même parti pour les patrons capitalistes, dit Gapone, alors nous devons exiger la suppression d'un tel système politique, dans lequel notre parti devient celui de l'impuissance. Que, dès ce jour, notre mot d'ordre devienne: „ À bas le gouvernement bureaucratique!“» Dès ce moment la grève devient politique, et l'ordre du jour devient la formulation  des exigences politiques. Il devient clair, que les partisans de la pétition ont pris le dessus, et qu'il ne reste plus qu'à la préparer et la présenter au tsar. À partir du  4—5 janvier, Gapone, alors qu'il était précédemment opposant à l'envoi immédiat d'une pétition devient son plus ardent défenseur.
Le même jour Gapone s'attele à la rédaction de la pétition. Le Programme des Cinq de mars 1904  était censé constituer la base de la pétition qui exprimait les revendications générales de la classe ouvrière et  était considéré  comme le programme secret  du Collectif  de Gapone. Le 5 janvier 1905, le Programme des Cinq est rendu public   et est lu aux réunions des travailleurs comme un projet de pétition ou de résolution à adresser au tsar. Cependant, le projet présente un inconvénient majeur : il ne contient qu'une liste de revendications des travailleurs, mais sans aucune introduction et sans aucun éclaircissement. Il faut absolument ajouter à la liste  un descriptif  de la situation désastreuse des travailleurs et les motifs qui les incitent à s'adresser  au tsar avec leurs exigences . À cette fin Gapone s'adresse  à quelques représentants du monde des intellectuels et les invite à préparer un brouillon de texte dans le sens souhaité.
Le premier à qui Gapone s'adresse est un journaliste et écrivain  réputé : Sergueï Stetchkine (ru), qui écrit sous le pseudonyme de N. Stroev  dans le Journal russe. Le  5 janvier 1905, Stetchkine réunit, dans son appartement de la rue Gorokhovaïa de Saint-Pétersbourg, un groupe d'intellectuels du parti des  mencheviks. Selon les mémoires de I Pavlov, Gapone se rend à l'appartement de la rue Gorokhovaïa et déclare : «les évènements se déroulent à une vitesse étonnante, le cortège jusqu'au palais est inévitable, je n'ai toutefois pour l'instant en tout et pour tout que ceci...» et à ces mots il jette sur la table trois feuilles de papier sur la table écrites à l'encre rouge. C'est le projet  de pétition, ou plutôt, le même Programme des cinq, inchangé depuis mars 1904. Les mencheviks prennent connaissance du projet et déclarent que cette pétition est inacceptable pour les sociaux-démocrates. Gapone leur suggère de modifier ce qu'il leur semble nécessaire et d'écrire leur variante de pétition. Les mencheviks, ensemble avec Stetchkine rédigent leur projet de pétition, qu'ils intitulent  «Résolutions des travailleurs à propos de leurs besoins urgents». Ce texte, rédigé dans l'esprit d'un programme de parti politique, a été lu le même jour dans plusieurs sections du Collectif, et il recueille plusieurs milliers de signatures. Le point central du texte était l'exigence d'une convocation d'Assemblée constituante, réunissant à la fois les exigences d'une amnistie politique, la cessation de la guerre, la nationalisation des usines, des ateliers et des terres appartenant aux propriétaires fonciers.

## Rédaction de la pétition de Gapone

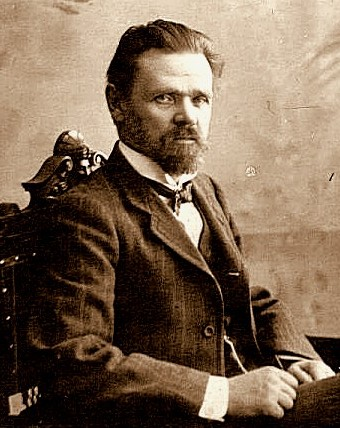
L'historien Vassili Bogoutcharski-Iakovlev (1860-1915), historien à qui le projet de pétition est soumis.

Le texte de la Résolution des travailleurs sur leurs besoins immédiats ne satisfait pas Gapone. Le style utilisé  est sec, c'est du langage d'affaire, il n'y a pas d'adresse personnelle exprimée au tsar, les exigences sont exprimées de manière trop catégorique. Comme il était aussi prédicateur expérimenté, Gapone sait que le langage des révolutionnaires ne trouvera pas d'écho dans l'âme des gens du peuple. C'est pourquoi, les 5 et 6 janvier, il propose à trois intellectuels d'écrire un projet de pétition : l'un est dirigeant de l' Union de la libération , Vassili Bogoutcharksi-Iakovlev (ru) (1860-1915), historien, écrivain, membre des Narodniki, marxiste , le deuxième est l'anthropologue Vladimir Bogoraz et le troisième le journaliste du journal Nachi dni (Nos jours), A. Matiouchenski. L'historien Vassili Bogoutcharski-Iakovlev reçoit le projet des mains de Gapone le 6 janvier mais refuse d'y apporter le moindre changement, invoquant le fait que 7 000 ouvriers ont déjà apposé leurs signatures sous le texte. Plus tard, il rappelle ces évènements en parlant de lui à la troisième personne:
« Le 6 janvier, à 7-8 heures du soir, une des compagnons de Gapone de l'Union de la libération (il est cité sous les lettres NN. seulement), apprend que Gapone demande aux travailleurs de signer  une sorte de pétition et se rend à Vyborg pour y rencontrer Gapone. Ce dernier présente la pétition à NN., en lui signalant que 7 000 signatures de travailleurs y figurent déjà (de nombreux travailleurs continuent d'ailleurs à signer devant NN.) et lui demande de la modifier et d'y apporter les corrections que NN jugera nécessaire. Ce dernier prend le texte et l'emporte chez lui pour l'étudier attentivement. Après lecture NN. est tout à fait convaincu, — point sur lequel il insiste de manière catégorique , — que la pétition ne représente que le développement  des textes, dont il a vu les écrits chez Gapone dès novembre 1904. Il estime que la pétition nécessite des modifications, mais, vu que les signatures des ouvriers ont déjà été apposées sous le document, NN. et ses amis ne s'estiment pas le droit d'y apporter la moindre modification. La pétition est par conséquent renvoyée à Gapone, le lendemain 7 janvier à midi, dans l'état sous laquelle elle avait été transmise par Gapone».
Les deux autres représentants de l'intelligentsia qui reçoivent copie de la pétition se révèlent plus conciliants que Bogoutcharski. Selon certaines informations, l'une des variantes du texte a été écrite par V. Tan-Bogoraz , mais le contenu et le sort qui est réservé à ce texte n'est pas connu. La dernière variante est écrite par le journaliste A. Matiouchenski, collaborateur du journal Nachi dni. Ce dernier est connu à l'époque comme auteur d'articles sur la vie des travailleurs à Bakou
et sur la grève de ces travailleurs. Le 6 janvier, il publie dans son journal son interview du directeur de l'usine Smirnov, le dénommé S. Poutilov. L'article attire l'attention de Gapone. Plusieurs sources prétendent que c'est le texte de Matiouchenski que Gapone prend comme base pour composer celui de sa pétition. Matiouchenski affirmera plus tard que c'est lui qui a écrit la pétition , mais pour les historiens cette affirmation reste fort douteuse,.
De l'avis du chercheur A. Chilov, le texte est écrit dans le style de la rhétorique d'église, ce qui désigne clairement comme auteur
le prêtre Gapone, habitué aux sermons et à des raisonnements de ce type. La paternité de Gapone sur ce texte est également établie par le témoignage  des participants aux évènements du 9 janvier. Ainsi le travailleur V. Ianov, président de la section  de Narva du Collectif, répond ainsi à la question d'un enquêteur à propos de la pétition: «Elle a été écrite de la main de Gapone, et il l'avait toujours sur lui, pour pouvoir la retravailler souvent ». Le président de la section de Kolomna du 
Collectif, I. Kharitonov, ne quitta pas Gapone avant le 9 janvier, et affirme que c'est Gapone qui l'a écrite  et que Matiochenski n'a fait que corriger le style, au début et à la fin du texte . Le trésorier du  Collectif А. Karelin,
souligne dans ses mémoires, le fait que la pétition est rédigée dans le style caractéristique de Gapone : «Ce style est particulier. En ce sens qu'il est simple, clair, précis, s'adresse à l'âme, comme le faisait sa rhétorique». Il n'est pas exclu que Gapone ait utilisé le brouillon de Matiochenski pour établir son propre texte, mais il n'y a pas de preuves directes à ce propos.
Quoi qu'il en soit, dans la nuit du 6 au 7 janvier, Gapone, après avoir pris connaissance des versions que lui présentaient les intellectuels,
les rejette toutes et écrit sa version personnelle. Celle-ci est entrée dans l'histoire sous le nom de Pétition du 9 janvier 1905. Elle est basée sur le Programme des cinq du mois de mars 1904 dont la version première était inchangée . Au début, un vaste prologue y a été ajouté, qui contient un appel au Tsar, une description de la misère qui règne dans le monde ouvrier, de leur lutte infructueuse contre les propriétaires d'usines, une demande de retirer le pouvoir des fonctionnaires pour le confier à une  assemblée populaire sous forme d' assemblée constituante. Et, à la fin du texte, un appel au tsar était  ajouté pour que celui-ci aille vers son peuple et accepte la pétition. Ce texte est lu dans les sections du Collectif le 7, 8 et 9 janvier, et des dizaines de milliers de signatures sont encore récoltées au bas de la pétition. Lors de l'examen de la pétition du 7 et du 8 janvier, on y ajoute encore quelques amendements et ajouts, si bien que le texte final prend une tournure plus populaire. Le 8 janvier, la dernière version du texte est imprimée en 12 exemplaires : dont une pour Gapone et onze pour les sections de l' Assemblée . C'est avec ce texte de la pétition que les travailleurs veulent se rendre chez le tsar le dimanche 9 janvier 1905. Un des exemplaires du texte, signé par Gapone et par l'ouvrier V. Vasileiv est conservé au musée de la révolution à Leningrad.

## La Pétition
«  Sire !

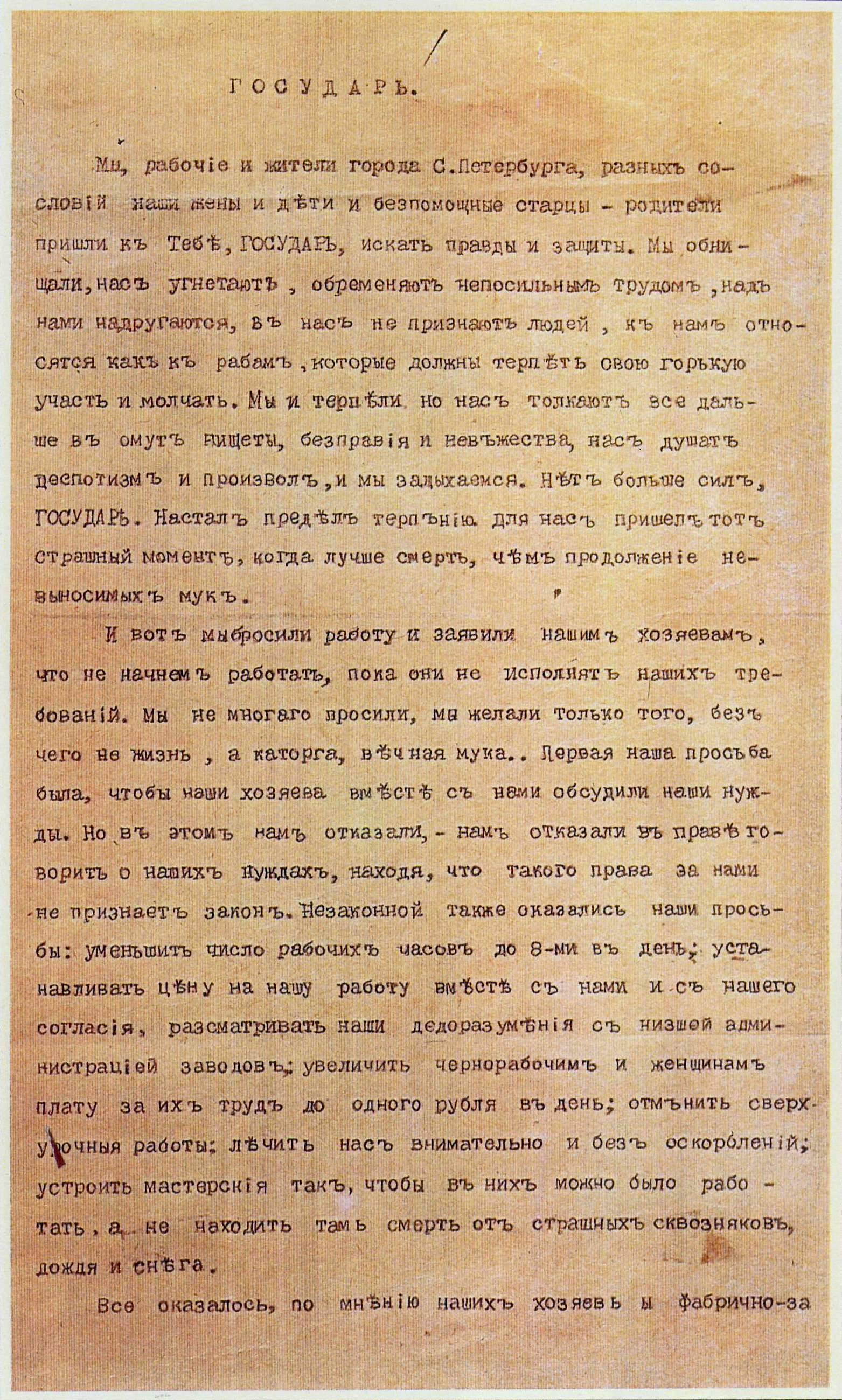
Pétition des travailleurs, première page en dactylographie

Nous, travailleurs et habitants de la ville de Saint-Pétersbourg,

de différentes classes sociales, nos femmes, nos enfants et nos aînés   
 
sans défenses, nous nous adressons à toi, sire, pour chercher justice  

et protection.

Nous sommes dans la misère, on nous oppresse  par un travail au-dessus de nos 

forces, on nous insulte, les gens ne nous reconnaissent pas comme des êtres humains,

on nous traite comme des esclaves, qui doivent subir leur sort amer et se taire. 

Nous l'avons supporté, mais on nous pousse toujours plus avant  dans le 

gouffre de la pauvreté, de l'absence de droits et de l'ignorance. 

Le despotisme et l'arbitraire nous étouffent et nous suffoquons.

Nous n'avons plus de force, sire ! Notre patience est à bout.

Le moment terrible est venu pour nous, où mieux vaut la mort que la

poursuite de cette torture insupportable.

Nous avons donc abandonné le travail et déclaré à nos patrons que nous ne 

recommencerions pas à travailler tant qu'ils ne satisferaient pas nos revendications.

Nous demandons peu de chose, nous souhaitons seulement ce sans quoi il
 
n'y a plus de vie, mais un bagne et un mal-être perpétuel.
   
[…]
 »

## Structure et contenu de la pétition

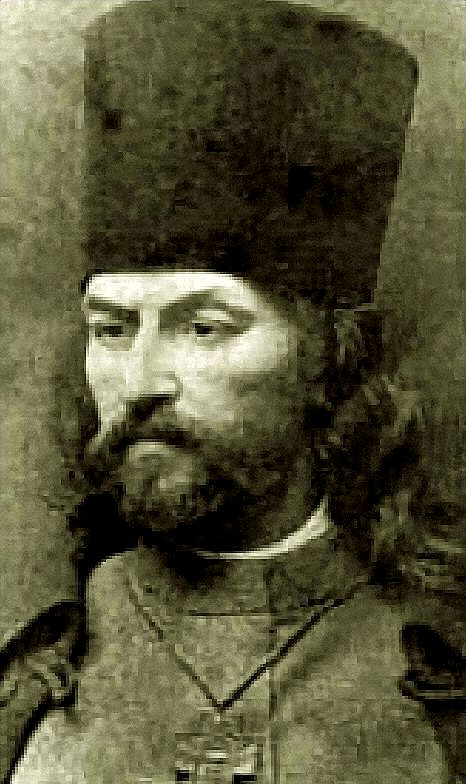
Le prêtre Gueorgui Gapone

Le texte de la pétition de Gapone est divisé en trois parties. La  Première partie commence par  un appel au tsar. Conformément à la tradition biblique et russe ancienne, dans la pétition le tsar est tutoyé et est informé  de ce que les travailleurs et les habitants de Saint-Pétersbourg viennent à lui pour rechercher justice et protection. Plus avant, la pétition parle en outre de la misère et de l'esclavage des travailleurs, qui sont obligés de supporter en silence leur destin cruel, leur pauvreté et l'oppression. La pétition parle aussi de la détérioration  de la situation, et du fait que la patience des travailleurs prend fin. «Pour nous est arrivé ce moment terrible où la mort vaut mieux que la prolongation des supplices insupportables».
La pétition rapporte ensuite l'histoire du conflit opposant les travailleurs aux directeurs d'usines, appelés généralement les propriétaires . Les travailleurs expliquent comment ils ont abandonné leur travail et ont déclaré à leur patron qu'ils ne recommenceraient plus à travailler jusqu'à ce que leurs exigences soient satisfaites. Puis vient la liste des requêtes des ouvriers adressées à leurs patrons qui ont déjà été exprimées  durant la période de grève, les premiers jours de  janvier 1905. Elles sont présentées comme des revendications insignifiantes que les patrons ont refusé de satisfaire. Plus avant, la pétition expose les raisons du refus invoquées par les patrons : les revendications ne sont pas conformes à la loi. Pour les propriétaires, rappelle le texte de la pétition, toute demande des travailleurs est criminelle, quant au simple souhait de voir leur condition améliorée, c'est d'une arrogance inacceptable à leurs yeux.
La pétition revient ensuite à son thème premier : l'absence de droits des travailleurs  est la source de l'oppression des propriétaires à leur égard. Elle affirme que comme pour tout le peuple russe, il n'existe pas de  droits de l'homme, même pas celui de parler, de penser, de se réunir, de discuter de leurs besoins et de prendre des mesures pour améliorer leur situation.
La pétition rappelle la répression politique contre les intervenants dans la défense des intérêts de la classe ouvrière. Un appel au tsar vient ensuite rappeler l'origine divine de la  monarchie et la contradiction existant entre la loi divine et les lois régissant les rapports entre les hommes. Ces dernières sont contraires aux principes divins, elles sont injustes, et sous leur empire il est tout simplement impossible au peuple de vivre. «N'est-il pas préférable de mourir, de mourir nous tous, les travailleurs de la Russie? Que vivent et s'en donnent à cœur joie les capitalistes et les fonctionnaires qui dilapident l'argent, ces spoliateurs du peuple russe». Finalement, pour les pétitionnaires, il est clair que les raisons de l'existence de lois injustes, c'est le fait que la  bureaucratie, a usurpé le pouvoir et a construit un mur entre le tsar et son peuple.
La deuxième partie de la pétition décrit les exigences avec lesquelles les travailleurs sont arrivés jusqu'au mur du palais du tsar. La principale d'entre elles c'est d'une part  la suppression du pouvoir des fonctionnaires, qui sont devenus comme un mur entre le tsar et le peuple, et d'autre part la participation du peuple à l'exercice du pouvoir. De là la nécessité d'une représentation populaire. « Il est indispensable que le peuple se prenne en charge lui-même, car il n'y a qu'eux qui connaissent leurs besoins». Le tsar doit sans délai convoquer les représentants de toutes les classes sociales — travailleurs, capitalistes, bureaucrates, clergé, intellectuels — et faire élire une  assemblée constituante sur base du  suffrage universel, par un votre direct, secret et sur une base égalitaire des voix. Cette demande est déclarée demande principale des travailleurs, «sur laquelle et pour laquelle tout doit être fondé», et qui est le seul remède à leurs blessures .
Suit alors la liste des exigences supplémentaires nécessaires en qualité de remèdes à ces blessures. Cette liste a pour base le Programme des Cinq du mois de mars 1904 qui figurait tel quel dans la première rédaction de la pétition . La liste comprend  trois sections: I. Mesures contre l'ignorance et le manque de droits du peuple russe, II. Mesures contre la misère du peuple russe и III. Mesures contre l'oppression du capital sur le travail.
La première section Mesures contre l'ignorance et le manque de droits du peuple russe comprenait trois points concernant : la liberté et l'intégrité des personnes, la liberté d'expression, la liberté de la presse, la  liberté de réunion, liberté de conscience et de religion; éducation  généralisée et obligatoire aux frais de l'État; Responsabilité du pouvoir à l'égard du peuple et garantie d'un État de droit ; égalité devant la loi sans exception; retour de tous les condamnés sans délai.
La seconde section, intitulée  Mesures contre la misère du peuple comprend les demandes suivantes : suppression des impôts indirects et leur remplacement par des impôts directs, des impôts progressifs et des impôts sur les revenus  ; Annulation des annuités de rachat encore dues par les paysans 
pour le rachat des terres après l'abolition du servage, instauration du crédit bon marché et transfert progressif de la propriété des terres à la population.
La troisième section Mesures contre l'oppression du capital sur le travail comprend les points suivants : nécessité de lois sur la santé et sécurité au travail ; liberté d'utilisation des produits fabriqués, création d'un type de syndicat professionnel ; fixation de la journée des huit heures et règlementation des heures supplémentaires ; liberté  dans la lutte du travail contre le capital ; participation de représentants de la classe ouvrière à l'élaboration  d'un projet de loi sur l'assurance publique des travailleurs ; fixation d'un tarif de salaire normal .
Dans la deuxième et dernière version de la pétition, celle avec laquelle se sont rendus les travailleurs chez le tsar le 9 janvier, plusieurs exigences ont encore été ajoutées : la principe de la séparation de l'Église et de l'État ; l'exécution du service militaire terrestre ou dans la marine en Russie et plus à l'étranger ; la cessation des guerres par la volonté du peuple ; l'abolition de l'institution des inspecteurs d'usines. Le total des revendications s'élevait alors à 17. À certaines revendications a été ajoutée l'exigence qu'elles soient réalisées immédiatement.
À la liste des revendications de la pétition était ajoutée une dernière supplique. Elle était constituée d'un appel au tsar lui demandant d'accepter la pétition et de répondre positivement aux demandes formulées dans celle-ci. « En jurant de répondre à ces revendications, tu rendras la Russie heureuse et glorieuse et tu inscriras ton nom dans nos cœurs et dans ceux de nos descendants». Les travailleurs expriment leur volonté de mourir au pied des murs du palais d'Hiver, si le tsar ne leur donne pas satisfaction : «Si vous ne vous inclinez pas et ne répondez pas à nos prières, nous mourrons ici sur place devant votre palais. Nous n'avons nulle part où aller ni aucune raison de partir ailleurs! Nous n'avons que deux voies, soit la liberté et le bonheur, soit la tombe». Cette dernière partie de la pétition se termine ainsi par l'expression de la volonté de travailleurs de sacrifier leur vie pour la Russie et l'affirmation qu'ils le feront ce sacrifice sans tristesse et même de bonne grâce.

## Lecture et recueil des signatures pour la pétition

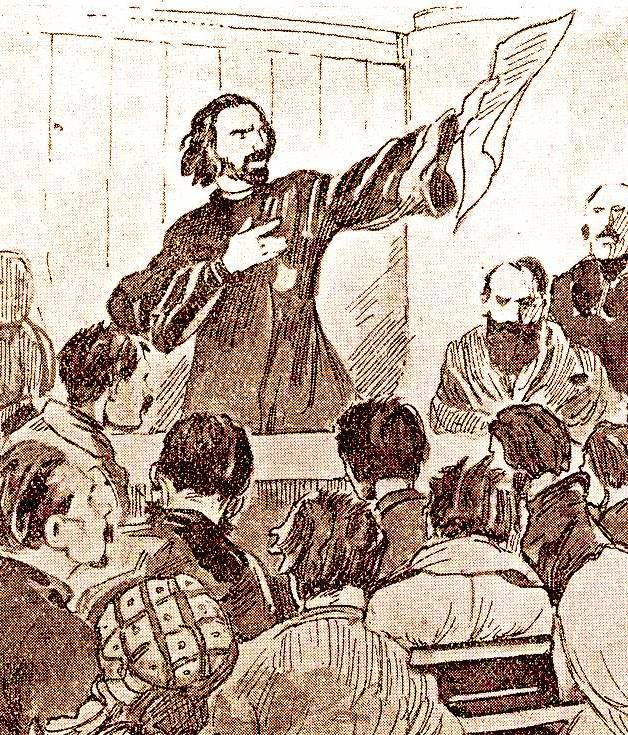
Gapone lit la pétition lors d'une réunion de travailleurs.Dessin

À partir du 7 janvier, la pétition Gapone est lue dans toutes les sections de travail du Collectif. À Saint-Pétersbourg, il existe 11 sections de ce type : celle de Vyborsk, de Narva, de l'île Vassilevski, de Nevski, de Kolomenski, de Rojdestvenski, de Péterbourgski, de Moskovski, de Gavanski, de Kolpinski et celle du canal de contournement. Dans certaines sections, c'est Gapone lui-même qui vient lire la pétition ; dans d'autres c'est le président de section, ou ses assistants ou encore des militants de base du  Collectif. Durant les jours qui précèdent le 9 janvier, les sections du Collectif deviennent un lieu de pèlerinage pour la masse des travailleurs de Saint-Pétersbourg. Les gens viennent de partout pour écouter les discours, dans lesquels, pour la première fois de leur vie, la sagesse politique leur est révélée par des mots simples et compréhensibles . Durant ces journées de janvier, au milieu des travailleurs, la majorité des orateurs est composée de gens capables d'utiliser une langue compréhensible par la plupart des ouvriers. Des queues se forment pour entrer dans les sections, écouter la pétition, apposer leur signature sur celle-ci, puis s'écartent, laissant la place aux autres. Les sections du Collectif sont devenus les centres de la vie active de Saint-Pétersbourg. Selon les témoins oculaires, la ville ressemblait à un immense meeting politique, dans lequel régnait une liberté d'expression que l'on n'avait jamais rencontré à Saint-Pétersbourg.
Habituellement, la lecture de la pétition se déroule comme suit : un groupe de personnes faisant la queue entre dans le local de la section du Collectif, après quoi un des orateurs lit la partie introductive, tandis qu'un autre commence ensuite à lire la pétition. Quand un lecteur arrive à un point concret de la pétition, il donne des explications appropriées sur celui-ci, puis s'adresse à l'auditoire et demande
«Est-ce vrai camarades?» ou «Alors, camarades?», et la foule répond en cœur : «Vrai!.. C'est ainsi!..» . Dans les cas où la foule ne répond pas d'une même voix, les points sont interprétés plusieurs fois s'il le faut, jusqu'à ce que l'auditoire arrive à un accord. Puis on passe au point suivant et ainsi de suite jusqu'à la fin de la pétition,. Après avoir réussi à se mettre d'accord sur tous les points, le lecteur termine par la dernière partie de la pétition, dans laquelle il est dit que les travailleurs sont prêts à mourir au pied du mur du palais impérial, si leurs exigences ne sont pas satisfaites. Puis il demande à l'auditoire «Êtes-vous prêts à défendre vos exigences jusqu'à la fin ? Êtes-vous prêts à mourir pour elles ? Jurez-vous que c'est ce que vous voulez?». Et la foule répond : «Nous le jurons!.. Nous mourrons tous comme un seul homme!..» De telles scènes se sont répétées dans toutes les sections du Collectif. Selon de nombreux témoignages, il régnait une atmosphère religieuse exaltée dans les sections du Collectif : les gens pleuraient, se frappaient les poings contre les murs et juraient de venir sur la place et de mourir pour la vérité et la liberté .
Quand c'est Gapone qui parle, l'exaltation est à son comble. Il se rend dans toutes les sections du Collectif, captivant son auditoire, lisant et interprétant la pétition. Après sa lecture il parle et il déclare que si le tsar ne s'adressait pas aux travailleurs et n'acceptait pas la pétition, alors il ne sera plus tsar: «Alors je serai le premier à dire que nous n'avons pas de tsar». Le peuple attendait les discours de Gapone en janvier, dans un froid mordant durant de nombreuses heures. À la section de Nervi, où il arrive le soir du 7 janvier, la foule s'est rassemblée et ne peut trouver refuge à l'intérieur tant elle est nombreuse. Gapone et le président de section sortent dans la cour, montent sur le réservoir à eau et, à la lumière de torches, on commence à interpréter la pétition. Une foule de plusieurs milliers de travailleurs écoute dans un silence religieux, de peur de perdre ne fut-ce qu'un seul mot de la bouche de Gapone. Ce dernier termine sa lecture et puis dit : «Puisse notre vie être offerte en sacrifice pour la Russie dans la tourmente. Ce sacrifice ne nous rend pas plein d'amertume, nous l'offrons volontiers!». Toute la foule, comme un seul homme, s'exclame dans un bruit de tonnerre : « Qu'il en soit ainsi!.. Ne soit pas désolé!.. Nous mourrons!..» Et après ces paroles, si le roi ne reçoit pas le message des ouvriers  alors «nous n'avons plus besoin de lui», et des milliers de voix reprennent : «Oui!.. Nous n'en avons plus besoin!..»
Des scènes similaires se déroulent dans toutes les sections du Collectif où se renent des milliers de personnes durant ces journées. Dans la section de l'Île Vassilievski un ancien prend la parole et dit: « Camarades, vous vous souvenez certainement de Kouzma Minine, qui s'est adressé au peuple pour sauver la Rus'! Mais de qui la sauver? Des Polonais. Aujourd'hui, nous sommes obligés de sauver la Russie de ses propres bureaucrates… J'irai le premier, au premier rang, et quand nous tomberons, le deuxième rang sera derrière nous. Mais ce n'est pas possible qu'il donne l'ordre de tirer sur nous…». La veille du 9 janvier, dans toutes les sections on disait déjà que le tsar ne pouvait pas à la fois recevoir les travailleurs et en même temps envoyer les soldats contre eux. Ce dilemme n'arrêtait pas les travailleurs mais conférait à tout ce mouvement un caractère d'extase religieuse. Dans toutes les sections du Collectif la récolte des signatures de la pétition se poursuit. Les travailleurs croient en la force de leur signature, que celle-ci donnait à la pétition une force magique. Les malades, les vieillards, les invalides sont aidés à se déplacer jusqu'à la table où se trouve la pétition à signer et où ils réalisent l' acte magique. Le nombre exact de signatures récoltées est inconnu, mais on peut l'estimer à des dizaines de milliers. Rien que dans une section, le journaliste N. Simbirski en a compté quarante mille. L'historien N Pavlov-Silvanski a conservé les documents avec les signatures des travailleurs, mais après sa mort en 1908, ils ont été saisis par la police. Leur sort ultérieur n'est pas connu.

## La pétition et le gouvernement du tsar

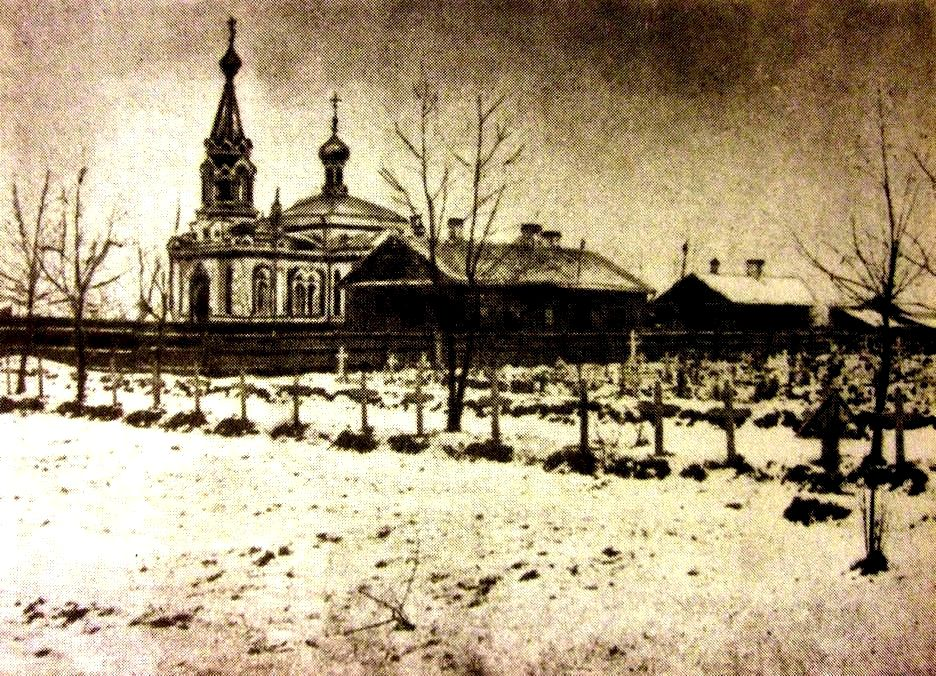
Tombes des victimes du Dimanche rouge au cimetière de la Transfiguration à Saint-Pétersbourg ou Cimetière en souvenir des victimes du 9 janvier

Le gouvernement du tsar n'apprend la nouvelle de la pétition de Gapone que le 7 janvier. Ce jour-là, Gapone vient à la réception chez le ministre de la justice Nikolaï Mouraviev et lui remet un des exemplaires de la pétition. Le ministre surprend Gapone en lui disant qu'il est déjà en possession d'un exemplaire de la pétition. Selon les mémoires de Gapone, le ministre s'adresse à lui et lui pose la question suivante : «Dites-moi franchement, qu'est-ce que tout cela signifie?» Prenant le ministre au mot, pour qu'il ne l'arrête pas, Gapone s'adresse à lui en termes vifs. Dans sa réponse, il décrit la situation misérable de la classe ouvrière et la nécessité d'une réforme politique en Russie. Il exhorte le ministre à s'incliner devant le tsar en le priant d'accepter la pétition, lui promettant qu'il inscrirait ainsi son nom dans les annales de l'histoire. Mais Mouraviev ne soutient pas Gapone et lui répond qu'il a ses propres dettes qu'il honorera fidèlement. Gapone demande alors d'avoir une communication téléphonique avec le ministre de l'intérieur Piotr Sviatopolk-Mirski. Mais ce dernier refuse de lui parler. Plus tard le ministre expliquera qu'il ne connaissait pas Gapone personnellement, pour justifier de ne pas lui avoir répondu au téléphone.
Le lendemain, 8 janvier, se tient une réunion du gouvernement, qui réunit les plus hauts fonctionnaires et le gouvernement. À ce moment-là, tous les membres du gouvernement ont lu le texte de la pétition de Gapone. À la résidence du ministre de l'intérieur plusieurs exemplaires de la pétitition sont disponibles. Lors de la réunion, le ministre de la justice Mouraviov parle à ceux qui sont présents de sa rencontre avec Gapone. Le ministre décrit Gapone comme d'un ardent révolutionnaire socialiste convaincu jusqu'au fanatisme. Mouraviov propose d'arrêter Gapone et ainsi de décapiter le mouvement qu'il a créé. Il reçoit pour cela le soutien du ministre des finances Vladimir Nikolaïevitch Kokovtsov. Le ministre de l'intérieur Sviatopolk-Mirski et le maire Ivan Foullon n'émettent pas beaucoup d'objections. Lors de lé réunion, il est décidé de faire arrêter Gapone et d'installer des barricades, pour que les ouvriers ne puissent arriver jusqu'au palais du tsar. Puis Sviatopolsk-Mirski se rend chez le tsar Nicolas II à Tsarskoïe Selo  et lui fait prendre connaissance de la pétition. Il présente Gapone comme un socialiste et rend compte des mesures déjà prises. Nicolas II écrit ses observations dans son journal. À en juger d'après ce journal, la communication du ministre était de caractère apaisant.
Voici ce que le tsar note dans son journal personnel en janvier 1915, le 8 et le 9 : 

« Le samedi 8 janvier. Jour glacial et clair. Il y avait beaucoup de travail er de rapports. Fredérique a pris son petit déjeuner. Longue marche. Depuis hier toutes les usines et fabriques sont en grève à Saint-Pétersbourg. Les troupes des environs ont été convoquées pour renforcer la garnison. Les travailleurs se sont comportés calmement. Leur nombre est de 120 000 et ils sont dirigés par Gapone. Mirski est venu dans la soirée pour rendre compte des mesures prises.

Le dimanche 9 janvier. Dure journée! De graves troubles se sont produits à Saint-Pétersbourg à la suite de la volonté des travailleurs d'atteindre le palais d'Hiver. Les troupes ont dû tirer dans différentes parties de la ville, il y eut beaucoup de morts et de blessés. Seigneur, comme cela est pénible et douloureux ! Maman est venue chez nous depuis la ville dans l'après-midi. Nous avons déjeuné tous ensemble. Maman est restée avec nous pour la nuit. »

Selon de nombreux témoignages il apparaît clairement que personne au gouvernement ne pense qu'il faudra tirer sur les travailleurs. Tous étaient convaincus que la foule pourrait être dispersée par des mesures de police. La question de l'acceptation de la pétition n'est même pas posée. Le contenu même de la pétition, qui exigeait une limitation de l'autocratie, la rendait inacceptable pour les autorités. Dans le rapport du gouvernement les exigences politiques émises dans la pétition sont considérées comme insolentes. L'apparition même de la pétition est tout à fait inattendue pour le gouvernement, qui est vraiment pris au dépourvu. Le vice-ministre des finances, Vassili Timiriazev, qui a participé à la réunion du 8 janvier se souvient : «Personne ne s'attendait à une telle affaire, et quand on a vu qu'en 24 heures une foule de1 500 personnes se trouvait devant le palais et qu'elle donnait 24 heures pour réunir une Assemblée constituante, on a compris que c'était une affaire sans précédent dans laquelle tout arrivait en même temps. Nous étions tout confus et ne savions pas que faire». En fait les autorités n'ont pas compris la réalité ni l'ampleur des évènements, ni les conséquences d'une fusillade sur une population non armée. Du fait de cette confusion dans l'esprit du gouvernement, l'initiative est passée dans les mains de l'armée. Le matin du 9 janvier, la foule des travailleurs, avec à sa tête Gapone, se rassemble à partir des quartiers de la ville et se dirige vers le palais d'Hiver. Aux abords du centre elle se retrouve face aux unités militaires et est dispersée par la cavalerie et les tirs des fusilliers. Cette journée est entrée dans l'histoire sous le nom de Dimanche rouge et marque le début de la Révolution russe de 1905. Un an plus tard, en janvier 1906, dans une lettre au ministre de l'intérieur, Gapone écrit :« Malheureusement, le 9 janvier, ce qui s'est passé n'a pas permis la transformation pacifique de la Russie, sous la direction d'un souverain bénéficiant d'un pouvoir d'attraction décuplé, ce qui aurait permis de trouver un point de départ à une révolution. »

## Évaluation des évènements aux yeux des contemporains

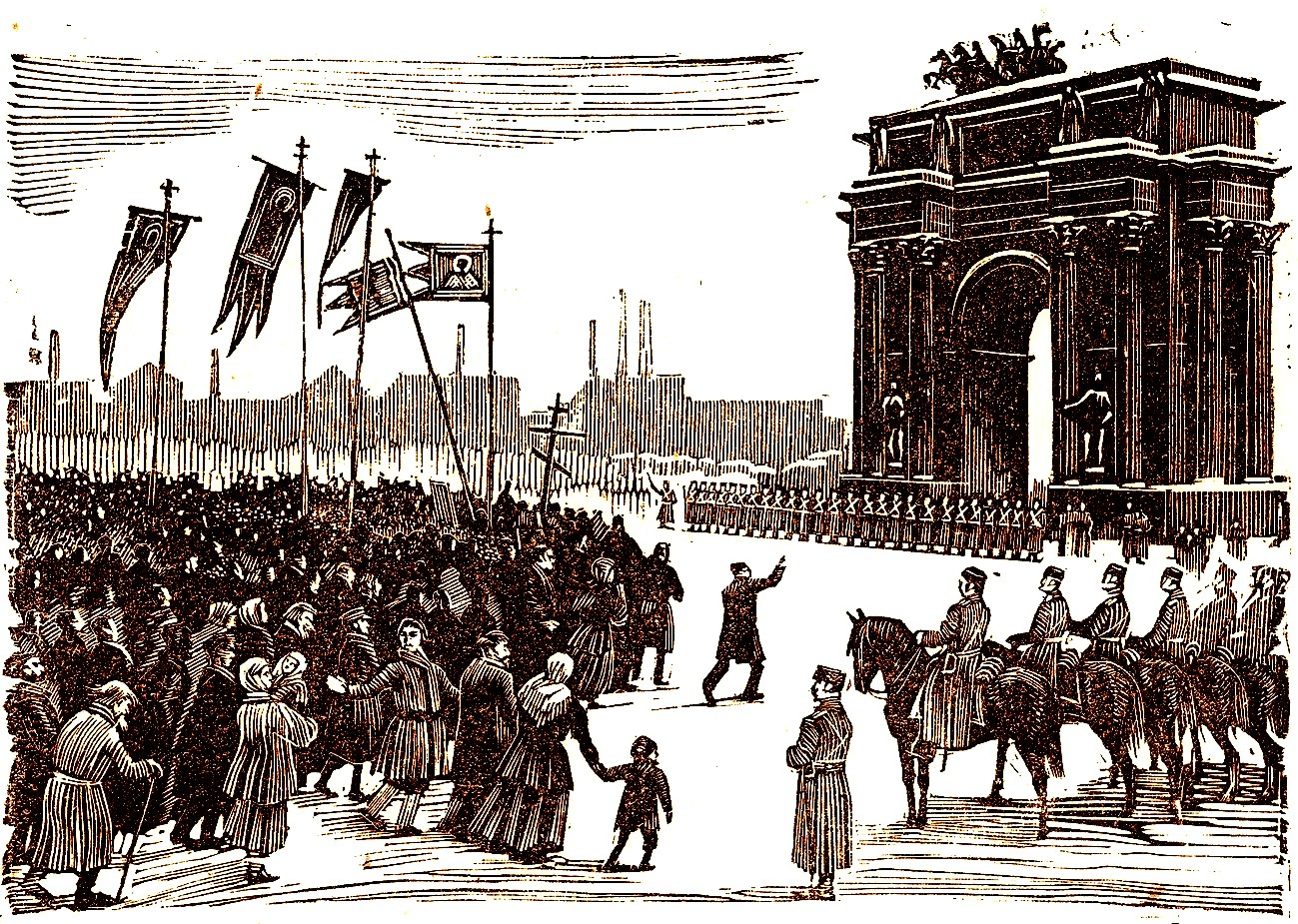
Matin du 9 janvier 1905 à la porte de Narva. Gravure

La pétition du 9 janvier 1905 n'a fait l'objet d'aucune publication dans une édition officielle russe. La rédaction de cette pétition s'est déroulée durant une grève générale à laquelle participaient toutes les entreprises de Saint-Pétersbourg. Le 7 janvier, tous les typographes sont en grève et plus aucun journal ne paraît dans la capitale. Le 7 et 8 janvier, Gapone mène des négociations avec les éditeurs, leur promettant d'engager des ouvriers typographes si ces éditeurs acceptent de publier la pétition. Il supposait qu'elle paraitrait dans tous les journaux et serait distribuée en de milliers d'exemplaires dans Saint-Pétersbourg. Cependant ce projet n'a pas pu être mis à exécution faute de temps. Après le 9 janvier, quand les journaux ont commencé à reparaître, le gouvernement
interdit de publier des informations sur les évènements qui se sont déroulés, à l'exception des communications officielles.
Il en est résulté que le contenu de la pétition est resté ignoré de la majorité de la population russe. Selon les mémoires d'un des fonctionnaires, l'ordre de ne pas imprimer la pétition est venu du ministère de l'intérieur. Ce fonctionnaire responsable remarque avec regret que la non-publication de la pétition a donné lieu à des rumeurs suivant lesquelles arriverait seulement dans les mains du tsar un texte regrettant les bas salaires et non des revendications politiques générales. Au même moment, le texte de la pétition, dans sa première version a été publié par une série de publications illégales: dans la revue Osvobojdenie, dans les journaux Iskra, Vpériod et La Russie révolutionnaire, ainsi que dans la presse étrangère. Des représentants de l'intelligentsia révolutionnaire et libérale ont commenté la pétition et lui ont donné des appréciations diverses.
Les libéraux, dans leurs commentaires ont souligné l'identité existant entre les exigences exprimées dans la pétition avec celles exprimées dans la résolution du zemstvo à la fin de l'année 1904. Les libéraux sont convaincus que la pétition est le signe de l'accession de travailleurs à une expression publique exigeant la représentation populaire et les libertés politiques. Les représentants des partis révolutionnaires, au contraire, trouvent dans la pétition l'influence de la propagande révolutionnaire. Les journaux sociaux-démocrates prétendent que les exigences politiques de la pétition sont identiques au programme minimal de la social-démocratie et sont rédigées sous leur influence. Lénine a appelé la pétition « une interprétation fort intéressante dans l'esprit des masses ou de ses dirigeants peu conscients, du programme de la social-démocratie». On a suggéré que la pétition était le résultat d'un accord entre Gapone et les sociaux-démocrates, qui insistaient sur l'inclusion dans la pétition de revendications politiques en échange de leur appui loyal au mouvement de Gapone. À la différence des libéraux, les sociaux-démocrates ont insisté sur le caractère révolutionnaire des exigences de la pétition. Léon Trotsky a écrit que dans les accents les plus solennels de la pétition «les menaces des prolétaires ont étouffé la demande faite par les sujets du tsar». Selon Trotsky, «la pétition opposait non seulement à la phraséologie imprécise des libéraux des slogans pointus de la démocratie politique, mais lui insufflait aussi ses revendications sur la liberté de grève et sur la journée de travail de huit heures».
En même temps les révolutionnaires soulignent le caractère ambigu de la pétition, la contradiction entre sa forme et son contenu. Dans le tract du comité de Saint-Pétersbourg du Parti ouvrier social-démocrate de Russie du 8 janvier, il est dit que les exigences de la pétition impliquaient le renversement de l'autocratie, et cela n'avait dès lors pas de sens de l'adresser au tsar. Le tsar et ses bureaucrates ne pouvaient pas abandonner leurs privilèges par eux-mêmes. La liberté n'est pas un bienfait que l'on reçoit en cadeau mais qui se conquiert, au contraire, les armes à la main. L'anarchiste Voline faisait remarquer que la pétition représentait dans sa forme finale un très grand paradoxe historique. «Malgré toute la loyauté dont elle faisait preuve à l'égard du tsar elle n'en exigeait pas moins de sa part ni plus ni moins que l'autorisation de permettre, et même d'accomplir une révolution, qui le priverait finalement de son pouvoir… C'était véritablement une invitation au suicide». Des raisonnements similaires ont été exprimés par les libéraux.

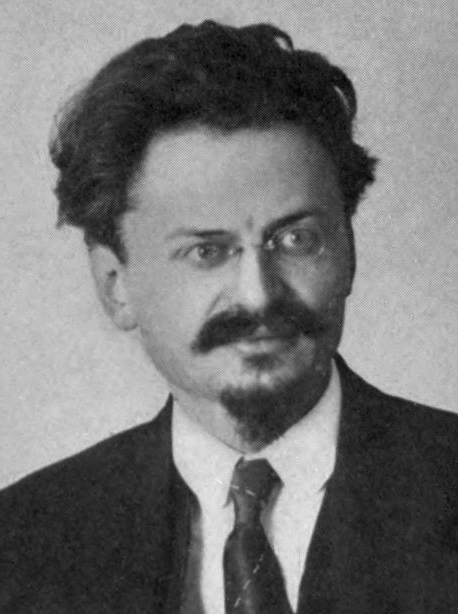
Trotsky Portrait

Tous les commentateurs ont noté la grande force intérieure qui se dégageait de la pétition, son impact sur les masses populaires.
Le journaliste français E. Avenar écrit: «Les résolutions aux banquets des libéraux, même celles des zemstvos semblent tellement pâles à côté de la pétition, que les travailleurs tenteront de présenter au tsar. Elle est d'une importance tragique et remplie d'orgueil». La menchevik I. Koubikov se souvient: «La composition de la pétition était talentueuse avec son style adapté au niveau et à la mentalité des travailleurs de Saint-Pétersbourg à cette époque. Son effet irrésistible sur les plus communs des auditeurs se reflétait sur les visages des ouvriers et de leurs épouses». Le bolchevik D. F. Svertchkov qualifie cette pétition de «meilleur document historico-artistique, dans lequel se reflète comme dans un miroir, toutes les humeurs qui ont submergé les travailleurs à cette époque». «Des notes étranges et fortes résonnent dans ce document historique», rappelle le socialiste révolutionnaire Nikolay Rusanov (en). Et selon le socialiste-révolutionnaire V. Gontcharov, la pétition était un «document provoquant un immense effet révolutionnaire sur les masses de travailleurs ». Beaucoup ont aussi souligné la signification pratique de la pétition. « Sa signification historique ne se trouve toutefois pas dans le texte mais dans les faits », disait Léon Trotsky, « elle n'était qu'une introduction en matière, qui réunissait les masses laborieuses au mirage d'une monarchie idéale, qui les réunissait pour qu'immédiatement soient confrontés le prolétariat et la monarchie réelle, comme deux ennemis mortels».

## Signification historique de la pétition
Les évènements du 9 janvier 1905 ont marqué le début de la première révolution russe. Neuf mois plus tard, le 17 octobre 1905, l'empereur Nicolas II signe le manifeste du 17 octobre, qui accorde la liberté politique aux citoyens russes. Ce manifeste remplissait les conditions de base énoncées dans la pétition du 9 janvier : protection de l'intégrité de la personne, liberté de conscience, liberté de parole, liberté de réunion et liberté d'association. Le manifeste organisait la représentation du peuple sous la forme d'une Douma d'État de l'Empire russe et accordait le droit de vote à toutes les classes sociales. Il accorde aussi aux représentants du peuple le droit d'approuver les lois et de contrôler la légalité des actes des autorités . Les contemporains ont souligné le lien entre les évènements  du 9 janvier et le manifeste du 17 octobre. Le journaliste N Simbirski, écrit, lors de l'anniversaire du Dimanche rouge: « Les ouvriers, ce jour là, sont allés chercher la liberté du peuple russe avec leur cœur … Et ils l'ont obtenu en allant ramasser les corps morts de leurs meilleurs combattants dans les rues de Saint-Pétersbourg…». Un observateur du journal Slovo observe que : «Cette foule n'apporta pas la mort, ces héros ne préparèrent pas la destruction, mais ils portent une pétition pour la liberté, cette liberté que maintenant ils conquièrent peu à peu». Et le principal auteur de cette pétition Gueorgui Gapone, dans une lettre ouverte aux citoyens rappelle que ces travailleurs, héros du 9 janvier, «ont versé leur sang, pour que les citoyens de Russie disposent d'un large voie vers la liberté».
Les contemporains ont souligné le caractère historique de la pétition du 9 janvier 1905. D'un côté, elle était appuyée dans l'intention de faire une demande loyale adressée au monarque. D'un autre côté, elle contenait des exigences révolutionnaires, dont l'obtention  signifiait la transformation complète du système politique et social de l'État. La pétition est devenue un jalon historique entre deux époques . Elle fut la dernière tchelobitnaïa, et en même temps le premier programme révolutionnaire, porté sur la place publique par des centaines de milliers de personnes. Le bolchevik D. Svertchkov, comparant la pétition au programme du parti social-démocrate écrit:
« Et voici que pour la première fois dans l'histoire du monde, le programme révolutionnaire du parti des travailleurs a été écrit non pas dans une proclamation dirigée contre le tsar, mais dans une humble pétition, pleine d'amour et de respect pour ce tsar. Pour la première fois, ce programme a été porté dans la rue par des centaines de milliers de travailleurs non pas sous les étendards rouges de la révolution, mais sous les oriflammes  des églises, les icônes et les portraits du tsar.  Les signataires de cette pétition entamaient, non pas L'Internationale ou la Marseillaise, mais des prières telles que Sauve Seigneur, tes hommes .... Pour la première fois, à la tête de ce cortège au nombre sans précédent de participants, révolutionnaires pour le fond, mais pacifiques  quant à la forme, c'est un prêtre que l'on voit en vêtements sacerdotaux  et avec une croix dans les mains … Une procession pareille on n'en avait encore jamais vue jusqu'à présent dans aucun pays et à aucune époque ».
Le publiciste Illarion Vardine a vanté les mérites de la radicalisation  des revendications sociales qui anticipent les slogans de la révolution d'Octobre 1917. Le programme décrit dans la pétition de janvier n'était pas du tout ordinaire, ni bourgeois, mais c'était une révolution communiste de paysans et d'ouvriers sans précédent. Ce programme était dirigé non seulement contre  l'oppression politique, autocratique, bureaucratique , mais aussi, avec la même autorité, contre l'oppression économique, contre la toute-puissance des propriétaires fonciers et des détenteurs du capital. « Le 9 janvier 1905 la Russie a entamé la révolution la plus avancée, la plus complète de toutes celles qui ont existé. C'est pourquoi elle a secoué le monde entier».
Un des leaders de l'Union pour la libération, Iekaterina Kouskova, qualifie la pétition de  chartisme.« La charte décrivait en détail les droits du peuple, qui devaient lui revenir comme des droits inaliénables … Née sous les balles de l'armée intrépide, la charte russe poursuit depuis lors sa réalisation … tandis que dorment tranquillement les martyrs du 9 janvier dans leurs tombes. Leur souvenir restera longtemps encore vivant dans la mémoire du peuple et même morts ils indiqueront le chemin à suivre aux vivants qui mène à la charte qu'ils ont portée et pour laquelle ils sont morts … »